# مكافحة التمرد

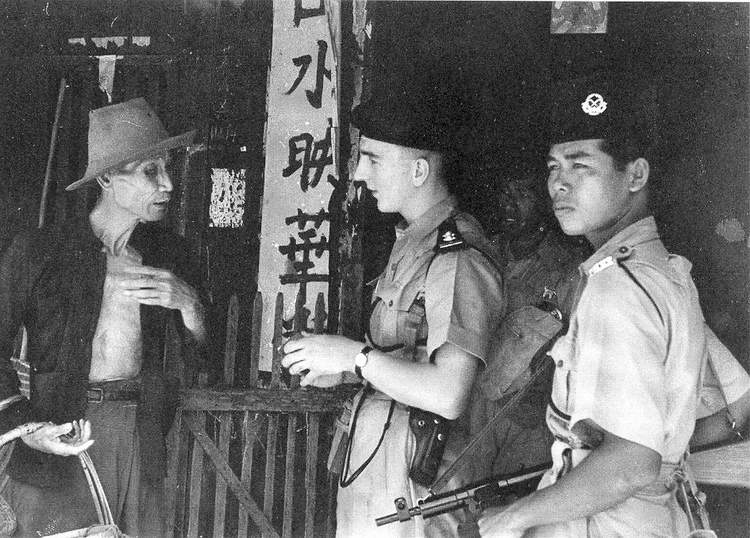
يوجه ضابطون شرطيون أسئلة إلى مدني خلال الطوارئ المالايوية. تنطوي مكافحة العصيان العمل من طرف العسكرية والعمل من طرف الشرطة.

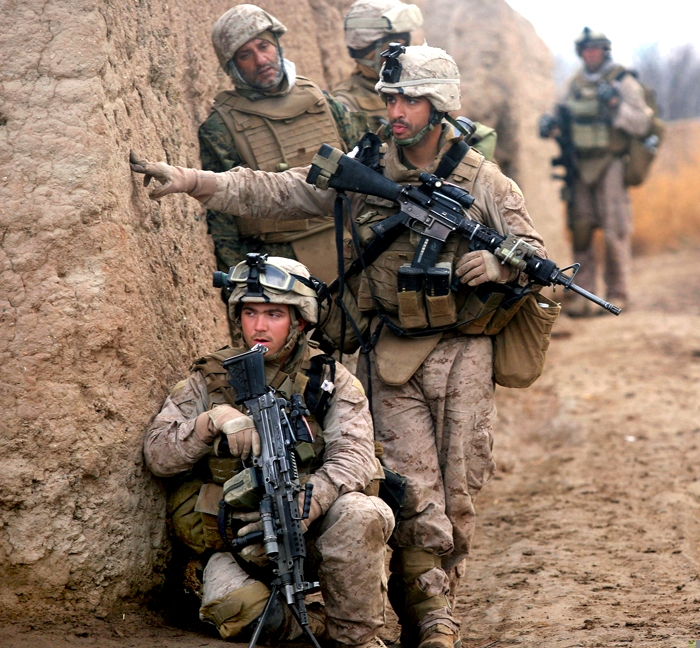
جنود من قوات مشاة بحرية الولايات المتحدة والجيش الوطني الأفغاني خلال عمليات مكافحة العصيان في مارجه الأفغانستانية، فبراير 2010

تُعرف مكافحة التمرد أو العصيان أو الشغب من قِبل وزارة الخارجية الأمريكية على أنها «جهود مدنية وعسكرية شمولية تُتخذ لمواجهة التمرد ومكافحته ومعالجة أسبابه الجذرية في وقت واحد».
الشغب هو حركة تمرد ضد السلطة عندما لا يُعترف بالمشاركين في الشغب على أنهم مقاتلين. إنه «الاستغلال المنظم للتخريب والعنف للاستيلاء على أو إلغاء أو تحدي الهيمنة السياسية على المنطقة. على هذا النحو، فهو في المقام الأول صراع سياسي، يستخدم فيه الجانبان القوة المسلحة لإيجاد مساحة لأنشطتهما السياسية والاقتصادية والتدخل غير المشروع.»
تُشن حملات مكافحة التمرد للحكومات المنتخبة في العادة أو حسب المتعارف عليه سياسيًا أثناء الحرب، أو التعرض للاحتلال من قبل قوات الجيش أو الشرطة الأجنبية، وأيضًا وقت حدوث نزاعات داخلية تنطوي على تخريب وتمرد مسلح. تقوم أكثر حملات مكافحة الشغب فعالية «بدمج وتزامن الأدوات السياسية والأمنية والاقتصادية والإعلامية التي تعزز شرعية الحكومة وسريان مفعولها مع تقليص أثر المتمردين على الشعب. ينبغي إعداد استراتيجيات لمكافحة الشغب لحماية السكان من عنف المتمردين، ولتعزيز شرعية وقدرة المؤسسات الحكومية على الحكم بطريقة مسؤولة في وقت واحد، بالإضافة إلى النظر في قضية المتمردين المهمشين سياسيًا واجتماعيًا واقتصاديًا».

## الأهداف
وفقًا للمختصين، فمن الضروري معرفة الغرض من هذه الاستراتيجية لفهمها بشكل شامل. تهدف إستراتيجية مكافحة الشغب إلى تحقيق دعم السكان المحليين للحكومة التي شكّلتها الدولة المضيفة. لا تتمثل النقطة الأساسية في حملة مكافحة التمرد الحديثة فقط بقتل المتمردين والقبض عليهم، بل بتحسين الظروف المعيشية، ودعم الحكومة والمساهمة في تقديم الخدمات للناس والقضاء على أي دعم للشغب.

## النماذج
تشمل مكافحة الشغب عادةً عمليات عسكرية تقليدية وغيرها من الأساليب الأخرى، مثل خلق الفوضى بأدوات مثل البروباغندا والحرب النفسية والاغتيالات. تشمل عمليات مكافحة الشغب العديد من الجوانب المختلفة: يجب اتخاذ الجوانب العسكرية وشبه العسكرية والسياسية والاقتصادية والنفسية والمدنية لهزيمة الشغب.
لفهم أساليب مكافحة الشغب، يجب على المرء أن يفهم الشغب نفسه لفهم ديناميكيات الحرب الثورية. يستفيد المتمردون من المشاكل المجتمعية، التي تسمى غالبًا الثغرات. تهتم طرق مكافحة الشغب بسد هذه الفجوات. عندما تكون الفجوات واسعة، فإنها تخلق كمًا هائلًا من السخط، ما يخلق بيئة تُسهل على المتمردين العمل فيها. قدم جون ماكينلاي في «أرخبيل المتمردين» مفهوم تطور الشغب من النموذج الماوي للعصر الذهبي وحتى التمرد العالمي في بداية القرن الحادي والعشرين. عرف هذا التمييز على أنه تمرد «الماوي» و «ما بعد الماوي».

## التحديات القانونية والأخلاقية
كتب ويليام ب. كالدويل الرابع: «يتطلب القانون الدولي الإنساني أن يستخدم «المقاتلون» القوة لتمييز الأفراد المدنيين الأبرياء عن الآخرين الذين يشكلون تهديدًا على الأمن العام. يُقبل هذا المبدأ الأساسي من قبل جميع الجيوش النظامية. يعد التطبيق المنضبط للقوة في مكافحة الشغب أكثر أهمية، نظرًا لأن أعدائنا يقومون بتمويه أنفسهم على أنهم من نسيج السكان المدنيين. يعتمد نجاحنا في العراق على قدرتنا على التعامل مع السكان المدنيين بإنسانية وكرامة، حتى وإن بقينا مستعدين للدفاع الفوري عن أنفسنا أو المدنيين العراقيين عند اكتشاف أي تهديد على سلامة المجتمع.»